# 寬花鱸
寬花鱸為輻鰭魚綱鱸形目鱸亞目花鱸科的一種，為溫帶海水魚，分布於西北太平洋日本中部及韓國海域，體長可達94公分，棲息在岩石底質底層水域，生活習性不明，可做為食用魚及遊釣魚。